# Осетинская аристократия

Сёстры из рода алдаров Дударовых

Осети́нская аристокра́тия — привилегированное сословие осетинского народа.

## История
В предшествующий исторический период Осетии, осетинская земля возглавлялась падцахами (царями). Высший слой осетинской военной аристократии назывался багатарами. Следующая прослойка служилой знати обозначалась одним из ранних иронских полувоенных-полусословных терминов — алдар, который восходит к периоду военной демократии и первоначально обозначал не более чем «военный предводитель». Как ранее, так и после утраты государственности, все привилегированные сословия традиционной Осетии обозначались термином уаздан (тюрк. özden).
Из пяти исторических областей Северной Осетии (Дигория, Тагаурия, Куртатинское общество, Алагирское общество и Туалгом) наибольшее развитие феодальные отношения получили в Дигории и Тагаурии.
В Дигории аристократические фамилии титуловались как по социальному статусу — ездон (осет. уаздан, в документах царской администрации — уздень), так и по имени общего предка — родоначальника общины:
- Бадилата (происходящие от Бадила; владения в Тапан-Дигории и Уаллагкоме)
- Гагуата (происходящие от Гагуа; владения в Донифарсе)
- Царгасата (происходящие от Царгаса; владения в Стур-Дигории)
- Кусагонта (происходящие от Кусага; владения в с.Ахсау).

В Тагаурии с 40-х годов XIX века за местными аристократами — уазданами в документах закрепили титул алдары.
В Куртатинском обществе к числу уазданов относились фамилии из трёх колен потомков Курта (Найфоната, Темболата и Уаласых) и трех колен потомков Цмити (Дадыгката, Калогката и Базиата).
В Уалладжире и Туалгоме также имелись «уважаемые» фамилии, именовавшиеся уазданлæги (от осет. уæздан «благородный» и лæг «мужчина»), но от остального населения они отличались лишь тем, что происходили из более древних осетинских родов (Царазонта, Агузата, Цахилта, Кусагонта, Сидамонта) и «цена крови» (выкуп в случае убийства) их представителей была выше, чем у других фамилий.